# Album (musikalbum av Albin Gromer)
Album gavs ut februari 2012 och är Albin Gromers debutalbum.

## Låtlista
| Spår | Titel                            | Producent                                      | Kredits                                                                                             |
| ---- | -------------------------------- | ---------------------------------------------- | --------------------------------------------------------------------------------------------------- |
| 1    | Vänder blad (Intro)              | Albin Gromer                                   | Stråkar: Vindla String Quartet*                                                                     |
| 2    | Än så länge                      | Albin Gromer                                   | Bakgrundsvokaler: Dajana Lööf                                                                       |
| 3    | Jag minns                        | Albin Gromer                                   | Elbas: Ale William Sjöström                                                                         |
| 4    | För dig (Interlude)              | Albin Gromer                                   | |
| 5    | Här inne hos mig - Album version | Albin Gromer                                   | Stråkar: Vindla String Quartet*                                                                     |
| 6    | För dig                          | Albin Gromer                                   | Stråkar: Vindla String Quartet*                                                                     |
| 7    | Var min vän                      | Albin Gromer                                   | Elbas: Ale William Sjöström                                                                         |
| 8    | Så många gånger (Interlude)      | Albin Gromer                                   | Stråkar: Vindla String Quartet* Innehåller sampling från "Så många gånger" framförd av Albin Gromer |
| 9    | För det är du                    | Albin Gromer                                   | Stråkar: Vindla String Quartet* Bakgrundsvokaler: Dajana Lööf                                       |
| 10   | Tillsammans                      | Albin Gromer, Salem Al Fakir och Saska Becker. | Trumprogrammering: Albin Gromer, Saska Becker och Salem Al Fakir. Stråkar: Salem Al Fakir           |
| 11   | Jag tror på dig                  | Albin Gromer                                   | Stråkar: Vindla String Quartet* Elbas: Ale William Sjöström                                         |
| 12   | Vänder blad (Outro)              | Albin Gromer                                   | Stråkar: Vindla String Quartet*                                                                     |

All text och musik skriven av Albin Gromer.

## Medverkande musiker
- Gerda Holmqvist - Cello
- Elina Nygren - Viola
- Maria Andersson - Violin
- Carolina Karpinska - Violin